# Lasioglossum paraforbesii
Lasioglossum paraforbesii är en biart som beskrevs av Mcginley 1986. Lasioglossum paraforbesii ingår i släktet smalbin, och familjen vägbin. Inga underarter finns listade i Catalogue of Life.

## Bildgalleri

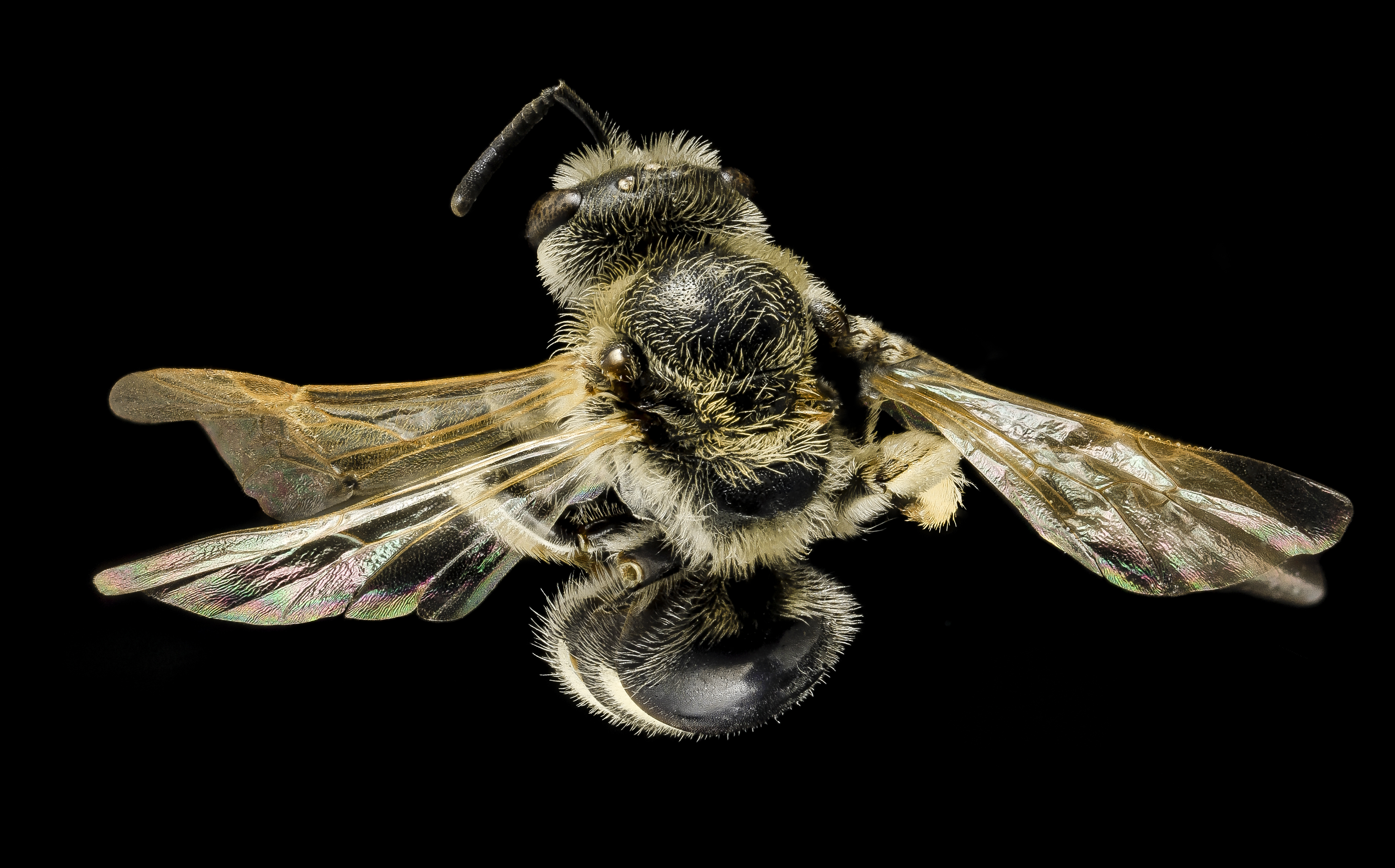
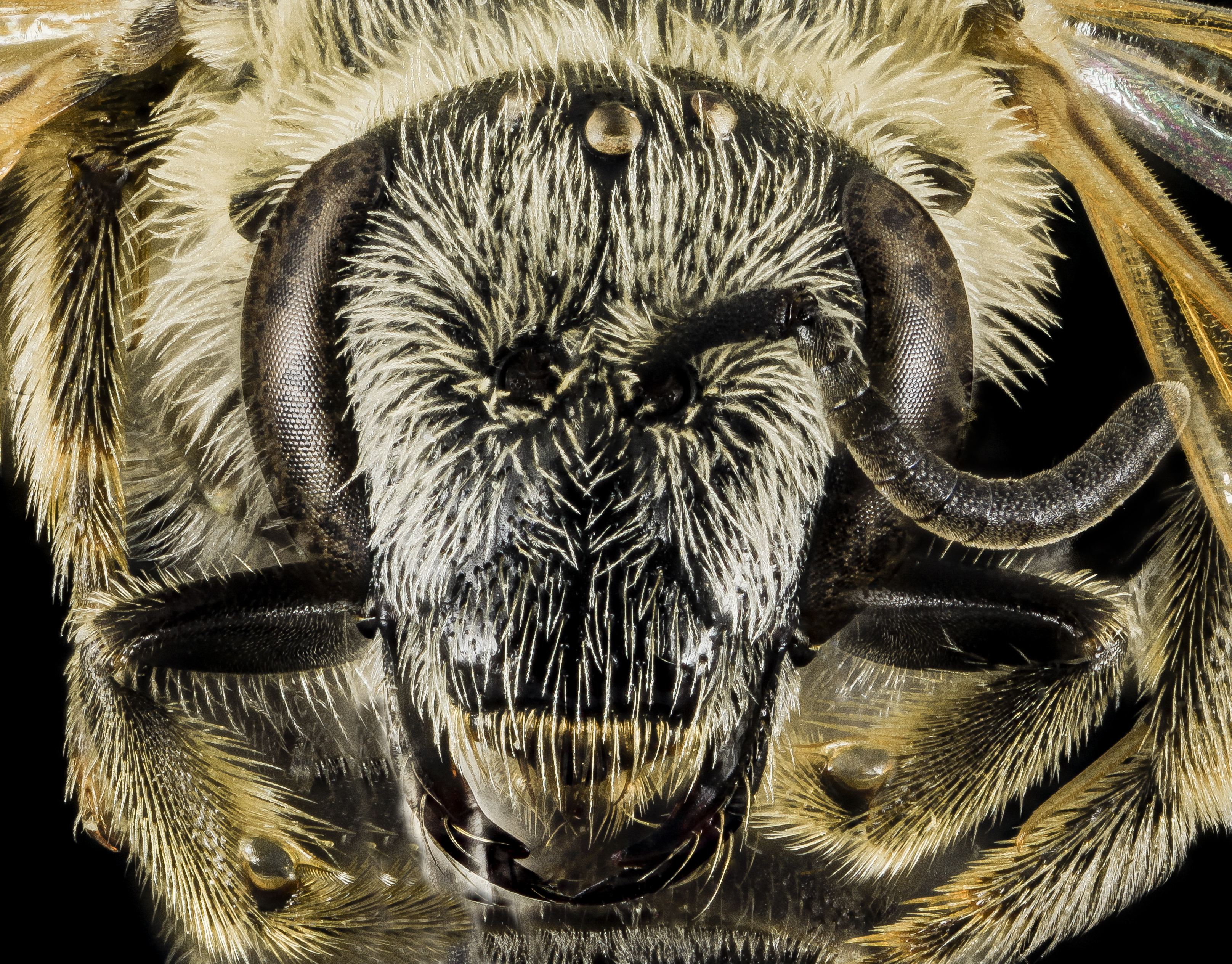